# Olszew (Białoruś)
Olszew (biał. Альшэва, Alszewa; ros. Ольшево, Olszewo) – wieś na Białorusi, w rejonie miadzielskim obwodu mińskiego, około 38 km na zachód od Miadzioła, nad rzeką Straczą.

## Historia
Dobra Olszew należały w XV wieku do rodziny Gasztołdów, którzy w 1500 roku sprzedali je Kociełłom. Później przeszły na własność Kiszków i Koziełł-Poklewskich. Możliwe, że z wianem Anny Koziełł-Poklewskiej w 1679 roku, która wyszła za Ludwika Jakuba Chomińskiego (?–1739), pisarza Wielkiego Księstwa Litewskiego, majątek ten przeszedł na własność rodziny Chomińskich, w których rękach pozostał do 1939 roku. Kolejnymi właścicielami Olszewa byli:
- syn Ludwika Jakuba, Konstanty (1724–1823), pułkownik oszmiański i starosta trąbski
- syn Konstantego, Tadeusz, chorąży zawilejski
- syn Tadeusza, Stanisław (1804–1904)
- syn Stanisława, Aleksander (1859–1936)
- syn Aleksandra, Ludwik Chomiński, który był ostatnim właścicielem Olszewa do 1939 roku[1][2][3].

Po II rozbiorze Polski w 1793 roku dobra te, wcześniej leżące na terenie województwa wileńskiego Rzeczypospolitej, znalazły się na terenie powiatu wilejskiego (ujezdu) guberni wileńskiej. Po wojnie polsko-bolszewickiej Olszew wrócił do Polski, należał do gminy Świr w powiecie święciańskim. 13 kwietnia 1922 roku gmina wraz z powiatem weszła w skład objętej władzą polską Ziemi Wileńskiej, przekształconej 20 stycznia 1926 roku w województwo wileńskie. Od 1945 roku – w ZSRR, od 1991 roku – na terenie Republiki Białorusi.
W 1855 roku we wsi pracowały: gorzelnia, tartak i młyn wodny. W 1890 roku w gorzelni działała maszyna parowa. W czasie I wojny światowej Niemcy wybudowali linię kolejową przechodzącą przez wieś. Od 1964 roku wieś należała do sowchozu Konstantynów (wieś położona  o 7 km na południowy wschód od Olszewa), od 1991 w składzie kołchozu o tej samej nazwie.
Liczba ludności wsi kształtowała się następująco:
- 1866 – 334 dusz rewizyjnych włościan uwłaszczonych[1]
- 1931 – 175 osób w majątku[9]
- 1960 – 177 osób
- 1997 – 55 osób
- 2009 – 41[10]
- 2017 –23 osoby.

## Nieistniejący dwór

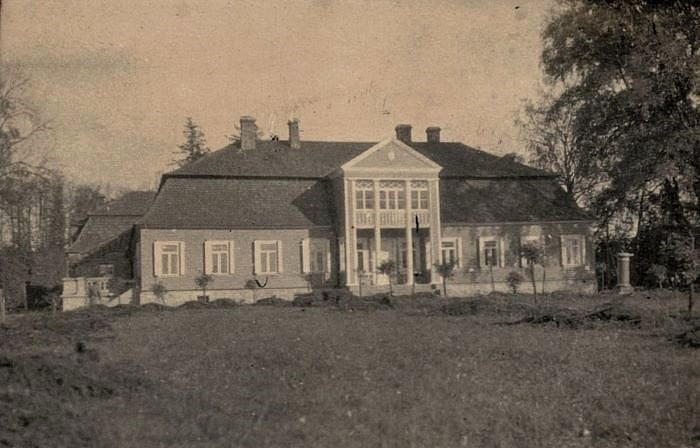
Dwór Chomińskich w 1915 roku

W Olszewie istniał stary, parterowy, drewniany, barokowy dwór, zbudowany jeszcze za Ludwika Jakuba Chomińskiego. Dom stał na wysokiej podmurówce i był przykryty wysokim, łamanym, czterospadowym dachem gontowym. Na początku XIX wieku dobudowano do dworu drewniany portyk oraz dwa murowane skrzydła boczne, prostopadłe do korpusu głównego, tworzące literę „U” skierowaną w stronę ogrodu. W latach 80. XIX dobudowano z boku budynku taras, nadając domowi ostateczny kształt. Dwór był bardzo bogato wyposażony, był m.in. umeblowany kompletem XVIII-wiecznych inkrustowanych palisandrowych mebli. Ogromnej wartości były dzieła przechowywane w tutejszej bibliotece (zawierającej ponad 10 tysięcy tomów), m.in. trzymano tu znaleziony w XIX wieku Kodeks Olszewski Chomińskich, będący jednym z najstarszych pomników polskiego piśmiennictwa z terenów Wielkiego Księstwa Litewskiego, w tym Chronikę W.X.Lit. z 1550 roku, najstarszy polski tekst Statutu Litewskiego, opis wyprawy króla Zygmunta III Wazy na Moskwę oraz wiele innych cennych rękopisów. Kilka najcenniejszych dokumentów zachowało się, reszta została utracona podczas II wojny światowej.
Dwór przetrwał obie wojny. Istniał do końca lat 80. XX wieku, w czasach radzieckich działały tu szkoła podstawowa, klub, biblioteka i mieszkania nauczycieli. Pod koniec lat 80. został zniszczony, pozostały jedynie ruiny jego bocznych skrzydeł oraz zdziczały park o powierzchni około 3 ha. Z zabudowań gospodarczych do dziś stoją stajnia i obora z 1901 roku oraz ruina lodowni z 1887 roku. Bramę z ogrodzenia majątku przewieziono w czasach radzieckich do pobliskiej Komarowszczyzny.
Majątek Olszew został opisany w 4. tomie (z uzupełnieniem w tomie 11.) Dziejów rezydencji na dawnych kresach Rzeczypospolitej Romana Aftanazego.